# Elysius ordinaria
Elysius ordinaria là một loài bướm đêm thuộc phân họ Arctiinae, họ Erebidae.